# シルヴェスター・スタローン
シルヴェスター・エンツィオ・スタローン（Sylvester Enzio Stallone、出生名Sylvester Gardenzio Stallone、1946年7月6日 - ）とは、アメリカ合衆国の俳優であり映画制作者である。

## 人物
1969年にニューヨーク、1974年にハリウッドで活動を始め、何年も苦闘しながら『ブルックリンの青春』のスタンリー・ロジエロ役の助演で初めて批評家から評価を受けた。20代は全く有名でなかった。
スタローンはその後もエキストラや脇役で低予算映画への出演を続け、1976年に『ロッキー』シリーズ（1976年～2023年現在）の第1作目で脚本を書いた上でロッキー・バルボア役を演じ、俳優、脚本家として批評的にも興行的にも大成功を収めた。シリーズ中、ロッキーは無名のボクサーだったが数々の強敵と闘い、世界ヘビー級王者に2度輝いている。
1977年、スタローンはアカデミー脚本賞と主演男優賞の両方にノミネートされた史上3人目の人物となった。『ロッキー』はアメリカ国立フィルム登録簿に登録されスミソニアン博物館に小道具が収蔵されている。スタローンが『ロッキー』シリーズでフィラデルフィア美術館の入り口を効果的に使用したことで、この場所はロッキー・ステップと呼ばれるようになった。フィラデルフィアはロッキーの銅像を美術館付近に永続的に設置しており、スタローンは国際ボクシング名誉の殿堂博物館に選ばれた。
1982年まで、スタローンの映画は『ロッキー』シリーズ以外ではあまり興行的に成功しなかった。そしてその続編も第1作目以上の批評を受けることはなかった。この状況はアクション映画『ランボー』でPTSDを抱えた兵士ジョン・ランボーを演じたことで打破された。ディヴィッド・マレルによる小説『一人だけの軍隊』の映画化であったが、制作中、スタローンによって脚本は大きく改訂された。スタローンは合計5回『ランボー』シリーズ（1982年～2019年）に主演した。1980年代中盤から1990年代後半にかけてスタローンはハリウッドで最も報酬の高い俳優となり、数多くの興行的に成功したアクション映画に主演したが、批評家からはあまり評価されなかった。主演作品には『コブラ』、『デッドフォール』、『クリフハンガー』、比較的評価の高い『デモリションマン』、『スペシャリスト』などがある。
2000年代初期にはスタローンの人気は低迷を見せたが、2006年の『ロッキー』シリーズ6作目と2008年の『ランボー』シリーズ4作目でトップに復帰した。2010年代には『エクスペンダブルズ』シリーズ（2010年～2023年現在）を作り、傭兵のバーニー・ロス役で主演した。2013年にはヒット作『大脱出』に主演し、続編にも出演している。2015年、スタローンは『クリード チャンプを継ぐ男』でロッキー役に復帰した。この作品ではマイケル・B・ジョーダン演じるアポロ・クリードの息子アドニス・"ドニー"・クリードが主人公であり、引退したロッキーが指導者となる。この演技が評価され、スタローンは初めてゴールデングローブ賞 映画部門 助演男優賞を受賞し、40年ぶりに3度目のアカデミー賞ノミネートを受けた。
スタローンはアメリカの映画史上、1970年代～2020年代の6つの時代において興行的にトップを獲得した映画に出演した記録を持つ唯一の俳優である。彼はまた、歴史上最も有名なフィジカル・カルチャーのアイコンのひとりでもある。

## 生い立ち
マイケル・シルヴェスター・ガーデンツィオ・スタローンは1946年7月6日ニューヨーク、マンハッタンのヘルズ・キッチン地区に、美容師フランセスコ・"フランク"・スタローン・シニアと占星家、ダンサー、女子レスリングプロモーターのジャクリーン・"ジャッキー"・スタローン（旧姓ラボフィッシュ）の長男として生まれた。イタリア系の父はプッリャ州ジョーイア・デル・コッレの出身であり、1930年代にアメリカに移住した。アメリカ人の母はフランス（ブルターニュ）とアシュケナジムの血を引く。弟は俳優でミュージシャンのフランク・スタローン。
シルヴェスターが生まれる際の分娩中の困難により、2つの鉗子が使用された。鉗子の使い方を誤ったため、神経が傷つけられシルヴェスターの顔に麻痺を引き起こした。この事故により顔の左下方（唇、舌、顎の一部）に麻痺が残り、のちに特徴として知られるようになるうなるような表情と舌足らずな発音が引き起こされた。結果として少年時代はいじめを受け、ボディビルディングと演技に打ち込むようになった。
シルヴェスターは洗礼を受けたカトリックである。1950年代初頭、父親は美容学校を開くために家族とワシントンDCに移った。1954年、母親はバーベラズという名前の女性用ジムをオープンした。

## 教育
スタローンはノートルダム・アカデミーとフィラデルフィアのリンカーン高校に在籍した。シャーロット・ホール・ミリタリー・アカデミーにも在籍し、その後マイアミ・デイド大学に入学した。
スタローンは1965年9月～1967年6月までの2年間をスイスにあるアメリカン・カレッジ・オブ・スイッツァランドで過ごした。アメリカに帰国したスタローンは1967年～1969年までマイアミ大学で演劇を専攻した。
スタローンはそれまでの演技と人生経験を、卒業までに不足している単位の互換として認めるように要求し、1999年にマイアミ大学の学長から学士号（美術）が授与された。

## 映画と舞台のキャリア

### 初期の役からヒットまで：1968年〜1976年
1969年まで彼はマイク・スタローンの名義で舞台に出演した。1970年からはシルヴェスター・E・スタローンの芸名を使うようになった。マイアミ大学に在籍しながら、スタローンは1968年に撮影されたドラマ『That Nice Boy』（別題『The Square Root』）に出演した。
スタローンはソフトコアポルノ映画『The Party at Kitty and Stud's』（1970年）で初めて主演を務めた。2日間の撮影で200ドルの報酬だった。アパートから追い出され数日間ホームレス生活をしていた絶望からこの映画に出演したと、スタローンはのちに説明している。スタローンはまた、映画の出演者募集の広告を見る前、ニューヨークのポート・オーソリティ・バスターミナルで3週間寝泊まりしていたと話している。彼によると、「追い詰められて出演するか強盗するかしかなかった - どん底まで追い詰められていた」ということである。この作品は数年後に『Italian Stallion』として、スタローンの新たな名声（スタローンの『ロッキー』作中のニックネームから）を利用した改題が成された。スタローンはまた、エロチックなオフ・ブロードウェイの舞台作品『Score』にも出演した。この作品はマルティニーク・シアターで1971年10月28日から11月15日まで23回上演され、1974年にはラドリー・メツガーによって映画化された。
ニューヨークに移住したスタローンは恋人のサーシャ・チャックとアパートメントをシェアした。チャックは女優志望で、ウェイトレスとして働きながら家計を支えた。この時期、スタローンは動物園の清掃員、映画館の案内係など様々な仕事をこなしたが、映画館ではチケットを転売したことで解雇された。彼は地元の図書館に通うことで脚本のスキルを磨きエドガー・アラン・ポーの作品に興味を持つようになった。
1972年、スタローンは俳優のキャリアを諦める瀬戸際に立たされていた。『ゴッドファーザー』のエキストラ役を得ることができず、のちに最悪の時期だったと回想している。代わりに、バーブラ・ストライサンド主演の別のハリウッドヒット作『おかしなおかしな大追跡』に出演した。しかし2つの出演シーンでほとんど映っていない。
スタローンは友人から声をかけられて舞台に出演したが、それを見に来ていたエージェントが『ブルックリンの青春』のスタンリー役に合うのではないかと考えた。この映画は予算の問題で1972年から1974年まで撮影が続いた。1973年中頃、スタローンは『No Place to Hide』で宝石店店員に恋をするニューヨーク基盤の都市テロリストに関わる男を演じて初めて正当な主演作品を手に入れた。この映画はのちに『レベル』と改題され、この第2バージョンではスタローンはスターとして扱われている。1990年、この映画はオリジナル作品からのアウトテイクを入れて再編集され新たに撮影された映像とともに吹き替えもやり直され、（ウディ・アレンの『What's Up, Tiger Lily?』のように）『A Man Called... Rainbo』というタイトルでパロディ作品となった。
スタローンのその他の出演は脇役が多く、『M★A★S★H マッシュ』（1970年）にはテーブルに座る兵隊役でクレジットなしで出演、『Pigeons』（1970年）にはパーティのゲスト役、『ウディ・アレンのバナナ』では地下鉄のチンピラ役、サイコスリラー『コールガール』ではクラブで踊るエキストラ役、ジャック・レモンの映画『二番街の囚人』では若者役で登場した。『二番街の囚人』においては、レモンのキャラクターがスタローンのキャラクターをスリと勘違いし、後を追いかけ、タックルして金を奪う。1974年には『ブルックリンの青春』が公開され、スタローンは2番目にクレジットされた。1975年、スタローンは『さらば愛しき女よ』、『ビッグ・ボス』、『デス・レース2000年』で助演を務めた。テレビドラマの『ポリス・ストーリー』や『刑事コジャック』にも出演した。他に『マンディンゴ』にも出演したとされている。彼のシーンは削除されたと言われている。
スマッシュヒットとなった『ロッキー』において主演を務めたことでスタローンは世界的な名声を手に入れた。『ロッキー』は無名のボクサー、ロッキー・バルボアが世界ヘビー級王者アポロ・クリードに挑むスポーツ・ドラマである。1975年3月24日、モハメド・アリ対チャック・ウェプナーの試合を観戦した。その夜、帰宅したスタローンは脚本を書き始め、3日後には『ロッキー』の第一稿が完成していた。スタローンは脚本へのウェプナーの影響を否定したがウェプナーが訴訟を起こし、最終的にはスタローンが非公開の金額を支払うこととなった。その他に映画に影響を与えたと考えられるのはロッキー・グラジアノの自伝『Somebody Up There Likes Me』とその映画版『傷だらけの栄光』がある。スタローンは主演を兼任するつもりで複数のスタジオに脚本を売り込んだ。アーウィン・ウィンクラーとロバート・チャートフが脚本に興味を持ち、スタローンに350,000USドルをオファーしたが、主演にはロバート・レッドフォードやバート・レイノルズのような独自の俳優を起用するつもりだった。スタローンは主演ではない限り脚本を売ることを拒否し、最終的に予算が大幅にカットされることで合意となり、主役の座を射止めた。公開後、批評家のロジャー・イーバートは、スタローンは次のマーロン・ブランドになれるかもしれないと述べた。
1977年、第49回アカデミー賞において、スタローンはアカデミー主演男優賞と脚本賞にノミネートされた。受賞はならなかったが、作品賞、監督賞、編集賞を受賞した。

### 続く成功：1978年〜1999年

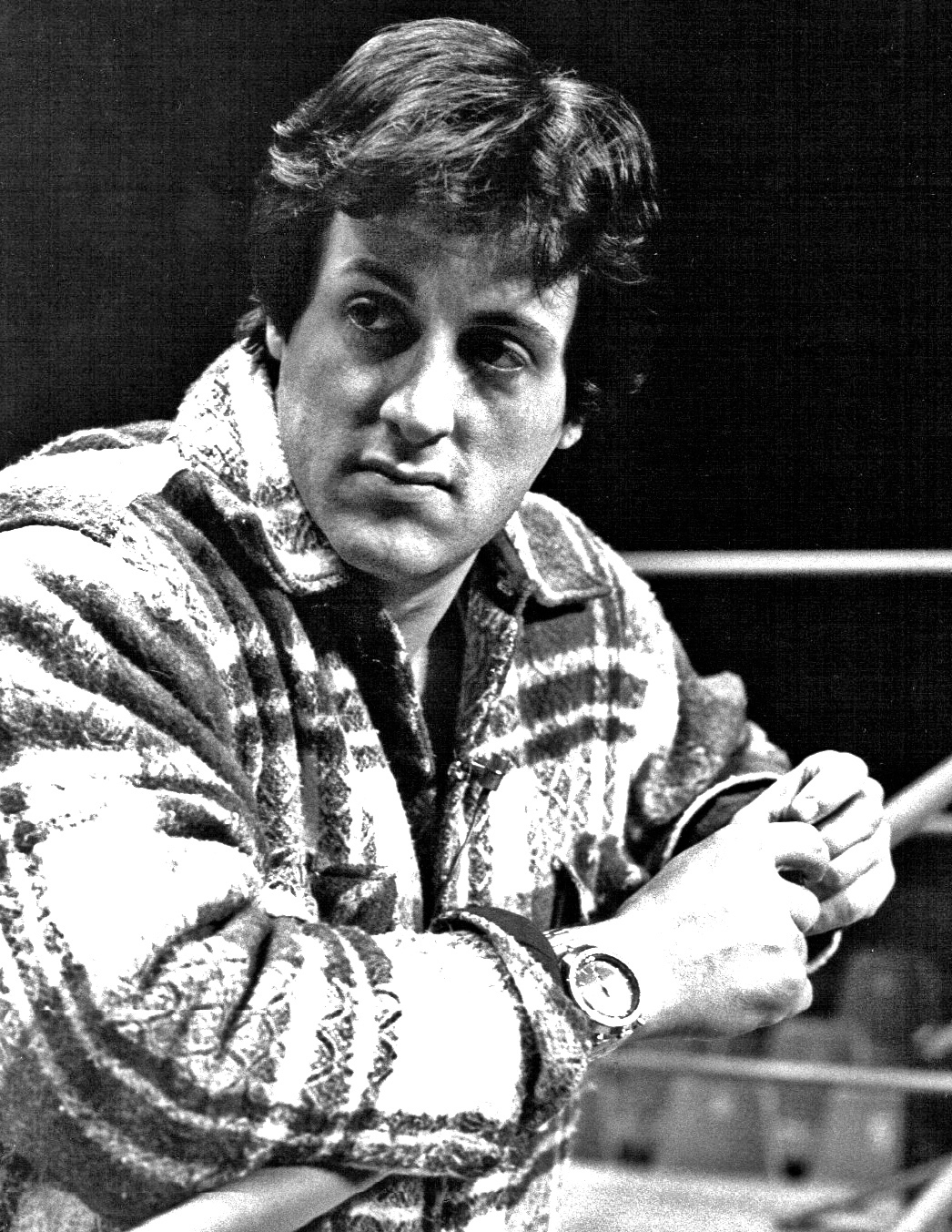
1977年、ケン・ノートン対デュエイン・ボビックのボクシングマッチにおけるスタローン

スタローンは1978年の『パラダイス・アレイ』で監督デビューを果たし主演も務めた。彼はプロフェッショナル・レスリングに関わることになる三兄弟のひとりを演じた。同年、スタローンはノーマン・ジュイソンの社会派ドラマ『フィスト』に主演した。この時の役は労働組合リーダー、ジミー・ホッファに緩く基づいており、スタローンは倉庫の労働者を演じた。
1979年、スタローンは『ロッキー2』の主演、脚本、監督（ジョン・G・アヴィルドセンに代わって）を担当した。この続編は大ヒットとなり200万USドルを記録した。
1981年、彼は『勝利への脱出』でマイケル・ケインやサッカーのスター、ペレと共演した。この映画ではナチスのプロパガンダであるサッカー試合に出場する捕虜を演じた。同年、『ナイトホークス』に主演し、ルトガー・ハウアー演じる外国のテロリストを追うニューヨークの刑事を演じた。
1982年、スタローンはアクション映画『ランボー』で、ベトナム帰還兵の元グリーン・ベレー、ジョン・ランボーを演じ、興行的にも批評的にも成功を収めた。批評家はスタローンの演技を、原作小説で描かれたのとは反対に人間らしく演じていると評価した。この作品から『ランボー』シリーズが開始された。同じ年にスタローンが主演、脚本、監督を務めた『ロッキー3』も公開された。この3作目は興行的にヒットした。こういった役に備えるため、スタローンは過酷なトレーニングを実行した。週6日ジムに通い、夜にはさらに腹筋運動を行うこともしばしばだった。『ロッキー3』の際には、体脂肪率を生涯最低の2.8%まで落としたとスタローンは話している。
1983年、スタローンはジョン・トラボルタ主演『サタデー・ナイト・フィーバー』の続編『ステイン・アライブ』を監督した。これはスタローンが自監督のみ担当して主演しなかった唯一の作品である。『ステイン・アライブ』は世界的に酷評された。批評的には失敗したものの、『ステイン・アライブ』は興行的には成功した。この映画が公開されると、当時のミュージカル映画の週末観客動員数の記録を更新し、1,660スクリーンで12,146,143ドルを稼いだ。最終的に、この映画はアメリカで2200万ドルの予算から6500万ドルの記録を出した。世界的には1億2700万ドルの収入を上げた。アメリカ国内の興行収入は『サタデー・ナイト・フィーバー』の1億3950万ドルをはるかに下回ったものの、1983年の最も売れた映画トップ10入りを果たした。
1980年代のスタローンは、アーノルド・シュワルツェネッガーとともに世界一のアクション映画スターの一人であった。シュワルツェネッガーとスタローンの対立は続き、ふたりは会見でお互いを攻撃しあい、作中でより多くの敵を殺し大きな武器を使うことで相手に勝とうとしていた。スタローンは時として違うジャンルにも挑戦したがうまくいくことはなかった。1984年、スタローンはコメディ映画『クラブ・ラインストーン/今夜は最高!』の共同脚本を担当し、ドリー・パートンと共演した。彼はカントリー音楽歌手志望者を演じた。この作品のサウンドトラックでは歌を披露した。スタローンはこの作品に出演するために『ロマンシング・ストーン 秘宝の谷』の主役を断ったが、のちに後悔した。
1985年、スタローンは『ロッキー4/炎の友情』と『ランボー/怒りの脱出』に出演してシリーズ物での成功を続けた。スタローンはこの2人のキャラクターを合計13の映画で演じている。スタローンは元ミスター・オリンピア、フランコ・コロンボと会い、ミスター・オリンピアに挑戦するかのような鍛錬で『ロッキー4』の肉体作りを行った。それは週6日、1日2回のワークアウトであった。2作品とも興行的に大ヒットとなった。

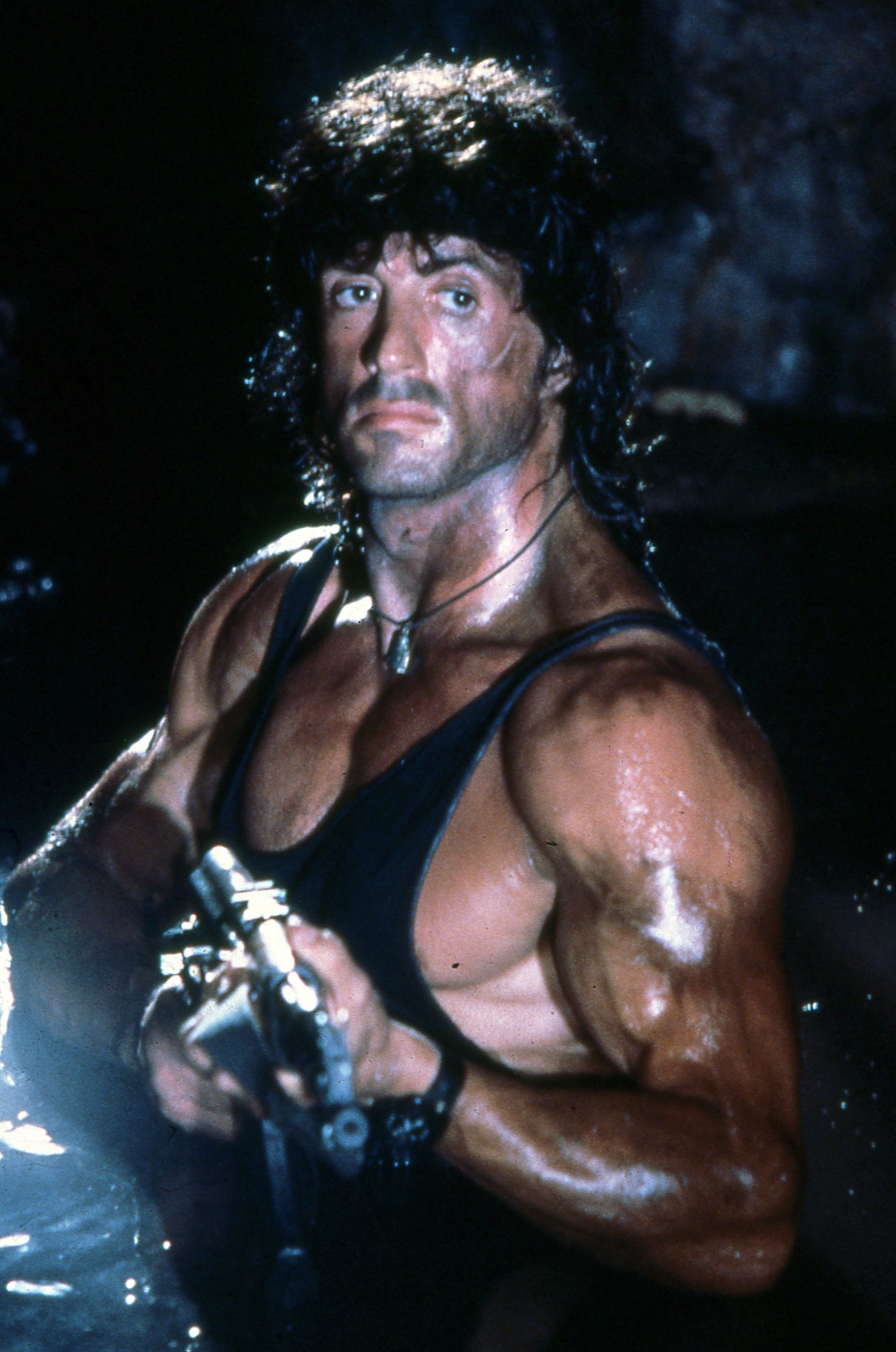
『ランボー3/怒りのアフガン』（1988年）でジョン・ランボーを演じるスタローン

スタローンが1939年のジェームズ・キャグニーのクラシック『汚れた顔の天使』のリメイクにサインしたのは1985年ごろである。この作品はキャノン・フィルムズとの複数作品の契約の一作となるはずで、クリストファー・リーヴと共演、メナヘム・ゴーランが監督を務めることになっていた。このようなファンの多いクラシック映画のリメイクに対し「バラエティ」は非難し、批評家ロジャー・イーバートは恐れを口にした。キャノンはアクション映画『コブラ』の制作を選び、1986年に公開されると興行的にヒットとなった。スタローンのプロダクション会社ホワイト・イーグル・エンタープライゼズの設立へとつながった。
1987年、スタローンは『オーバー・ザ・トップ』に出演し、疎遠となった息子と仲直りし、腕相撲の大会に出場する、奮闘するトラッカーの役を演じた。これは批評家から酷評され、興行的にも失敗した。1989年、スタローンはバディ・コップ・アクション映画『デッドフォール』でカート・ラッセルと共演した。アメリカ国内でも国外でもヒットを飛ばし、国外で5700万ドル、全世界で1億2000万ドルの興行収入を上げた。
1980年代にはスタローンはボクシングのプロモーターとなった。彼のボクシング・プロモーティング会社タイガー・アイ・プロダクションズには世界チャンピオンのボクサーであるシーン・オグラディやアーロン・プライヤーが所属した。
スタローンは『ロッキー』シリーズの5作目『ロッキー5/最後のドラマ』に主演することで1990年代のスタートを切った。第一作目の監督であるジョン・G・アヴィルドセンを呼び戻し、シリーズ最終作となる予定であった。この作品は興行的に大失敗と見なされ否定的な評価を受けた。
スタローンは次に、ジョン・ランディスのコメディ『オスカー』に主演したが、興行的にも批評的にも失敗に終わった。1992年にはロジャー・スポティスウッドのアクションコメディ『刑事ジョー ママにお手あげ』に主演したがこちらも興行的、批評的失敗となった。スタローンはシュワルツェネッガーが興味を持っていると噂される映画に契約していた。脚本のクオリティが悪いことを知りつつ、スタローンを釣るためにわざとプロデューサーに出演の興味を見せていたと、シュワルツェネッガーは話している。
1993年、レニー・ハーリンの『クリフハンガー』でスタローンはカムバックを果たした。この作品は成功しアメリカ国内で8400万ドル、世界で1億7100万ドルの興行収入を上げた。その後、同年、スタローンはマルコ・ブランミッラの未来を描くアクションスリラー『デモリションマン』に主演し、ウェズリー・スナイプスやサンドラ・ブロックと共演した。Rotten Tomatoesにおいては、42のレビューに基づいて60%の肯定評価と平均5.43/10の評価が下されている。このサイトの一致した意見では、「風刺的な暗示を持つ平均以上のSF撃ちまくり映画である『デモリションマン』はスタローン、スナイプス、ブロックの力強い演技で強化されている」となっている。この映画は初登場首位を獲得した。『デモリションマン』は北アメリカで58,055,768ドル、全世界で159,055,768ドルを記録した。
スタローンのヒットは1994年10月7日公開のルイス・ロッサ監督、シャロン・ストーン共演の『スペシャリスト』でも続いた。批評家の反応はほとんど否定的であったが興行的には成功した。封切の週末には14,317,765ドルを記録し、アメリカ国内で57,362,582ドル、海外で113,000,000ドル、全世界で170,362,582ドルの興行収入となった。

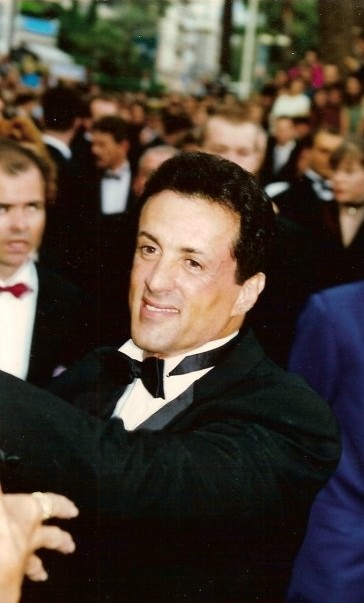
1993年カンヌ国際映画祭におけるスタローン

1995年、スタローンはSFアクション『ジャッジ・ドレッド』でタイトル・キャラクター（イギリスのコミック『2000 AD』より）を演じた。1000万ドルの製作費を回収できそうになかったが全世界で1億1300万ドルを稼ぎ、アメリカ国外での人気により『ジャッジ・ドレッド』の国内での失敗は挽回された。映画の失敗にもかかわらず、スタローンは6000万ドルでユニバーサル・ピクチャーズと映画3本の契約を交わした。ジム・キャリーに次いで、映画一作につき2000万ドルを稼ぐスターとなった。しかしながらこれらの映画は制作されることなく、2000年2月に契約が満期を迎え、報酬が支払われることはなかった。
この年、スタローンは『暗殺者』に主演し、ジュリアン・ムーアやアントニオ・バンデラスと共演した。さらにこの年、スタローンはセレブリティのオールスターキャストとともにトレイ・パーカーとマット・ストーンの短編コメディ映画「Your Studio and You」に出演した。これはユニバーサル・スタジオとMCAコーポレーションを傘下に収めたシーグラムが祝賀パーティ用に制作を依頼したものである。スタローンはロッキー・バルボアの声で話し、字幕がつけられた。あるシーンで過去においてきたバルボアのキャラクターを会社が使用することができるとスタローンが叫び始めると、ナレーターがワイン・クーラーで落ち着かせ、彼を「頭脳明晰」（brainiac）と呼ぶ。スタローンは「Thank you very much.」と返答する。そしてワイン・クーラーを見たスタローンは「バカでチープなスタジオだ」（「Stupid cheap studio!」）と強調する。
1996年、スタローンはディザスター映画『デイライト』に主演し、地下トンネル爆発の生存者救出を試みる不名誉を背負った元緊急医療班隊長を演じた。『デイライト』もアメリカ国内では失敗し3300万ドルの興行収入にとどまったが、海外ではヒットし全世界で1億5800万ドルを記録した。
1997年、スタローンは『コップランド』でロバート・デ・ニーロやレイ・リオッタと共演し、肥満の保安官を演じることでタイプキャストからの脱却を図った。『コップランド』は批評家にも受け入れられ興行的には1500万ドルの予算で6300万ドルを稼ぎ、スタローンの演技が評価されてストックホルム国際映画祭主演男優賞を受賞した。
1998年、スタローンはCGアニメ映画『アンツ』に声の出演を果たし、作品はアメリカ国内でヒットした。

### 人気の低迷：2000年〜2005年
2000年、スタローンは1971年の『狙撃者』のリメイク作品であるスリラー『追撃者』に主演したが批評家からも観客からも評価は芳しくなかった。その後出演した『ドリヴン』（2001年）、『ザ・ボディガード』（2002年）、『D-TOX』（2003年）が興行的にも批評的にも立て続けに失敗したことで、スタローンの人気は低迷した。
2003年、スタローンは『スパイキッズ』シリーズ3作目『スパイキッズ3-D:ゲームオーバー』で悪役を演じ、興行的に大成功した（全世界でほぼ2億ドル）。彼はまた、2003年のフランス映画『TAXi③』に乗客としてカメオ出演した。同年、スタローンはネオ・ノワール犯罪ドラマ『シェイド』に助演し、限定公開であったが批評家から絶賛された。『Rampart Scandal』という仮題がつけられた映画に出演し監督を兼任する予定であった。これはラッパー、2パックとノトーリアス・B.I.G.の殺害とロサンゼルス市警察汚職事件に関するもので、『Notorious』というタイトルに変更されたが、やがて中止となった。
2005年、NBCのリアリティ・テレビ・ボクシング・コンペティション・シリーズ『The Contender』において、スタローンはシュガー・レイ・レナードとともにプレゼンターを務めた。同年、彼はテレビシリーズ『ラスベガス』の2エピソードにゲスト出演した。この年、スタローンはサンダーリップスという役名でレスラーとして『ロッキー3』にも登場したレスリングのアイコン、ハルク・ホーガンのWWE殿堂入りのインダクターを務めた。『ロッキー3』のカメオをオファーしたのもスタローンであった。8月、スタローンはフィットネスと栄養のガイドとして、また、自身の人生に対する自分自身の目線からの率直な洞察として『Sly Moves』という本を出版した。この本には長年のスタローンの写真や、エクササイズの風景も収録されている。

### 再び成功：2006年〜2023年現在

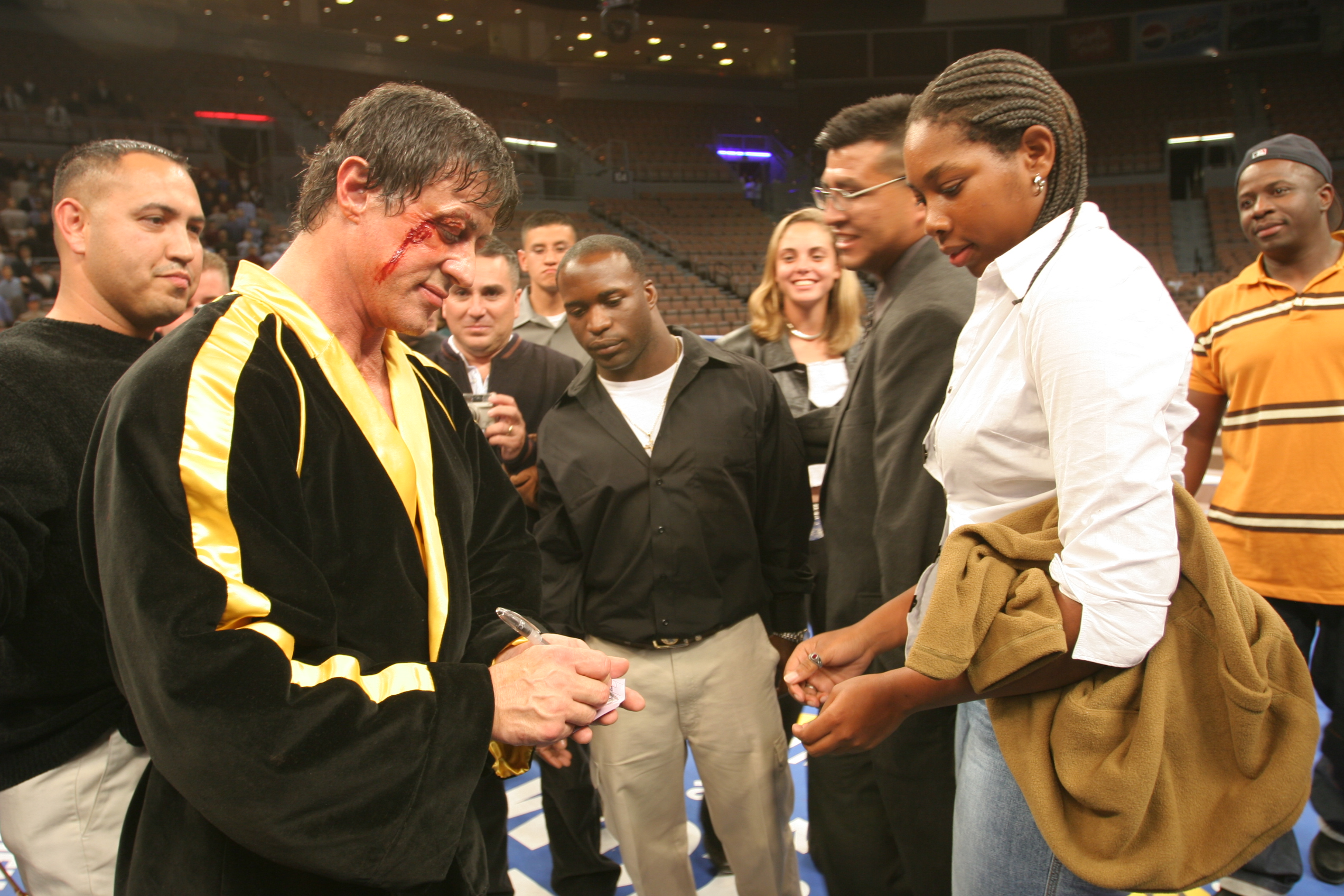
『ロッキー5/最後のドラマ』から16年後の2006年、再びロッキー・バルボアを演じるスタローン

映画界から3年の休止をとったスタローンは2006年、『ロッキー』シリーズの6作目『ロッキー・ザ・ファイナル』を興行的にも批評的にも成功させてカムバックを果たした。前作『ロッキー5/最後のドラマ』の失敗から、スタローンは自ら脚本、監督を務め、主演を果たしてよりシリーズにふさわしいクライマックスを飾った。アメリカ国内の興行収入は7030万ドル（全世界で1億5570万ドル）となった。この作品の予算はわずか2400万ドルであった。『ロッキー・ザ・ファイナル』における演技は絶賛され肯定的な評価をされた。この年、1974年の『狼よさらば』のリメイク企画が持ち上がり、スタローンが監督と主演を務めることが発表された。スタローンは「チャールズ・ブロンソンのキャラクターのように建築家ではなく、私のバージョンでは主人公は銃を一度も抜くことなく成功を収めた善良な警官にしたい。家族が襲われたとき、彼は復讐を実行することでモラル・ジレンマに陥ることになる」と述べた。その後、彼はもう関わっていないことを記者に打ち明けた。しかしMTVの2009年のインタビューでは、プロジェクトを再考していると話している。しかしこの役はブルース・ウィリスに渡り、監督はイーライ・ロスが担当した。
スタローンはスライ・ウォーターという高級ボトルウォーターを製造する飲料メーカーとパートナー協定を結んだ。
2008年、スタローンはもう一つの人気シリーズの4作目『ランボー/最後の戦場』でランボー役にも復帰した。この作品は2008年1月25日に2,751の映画館で公開され公開初日に6,490,000USドル、公開初週に18,200,000ドル以上を記録した。5000万ドルの予算で全世界で113,244,290USドルを稼いだ。
2009年、スタローンはボリウッド映画『Kambakkht Ishq』に本人役でカメオ出演した。

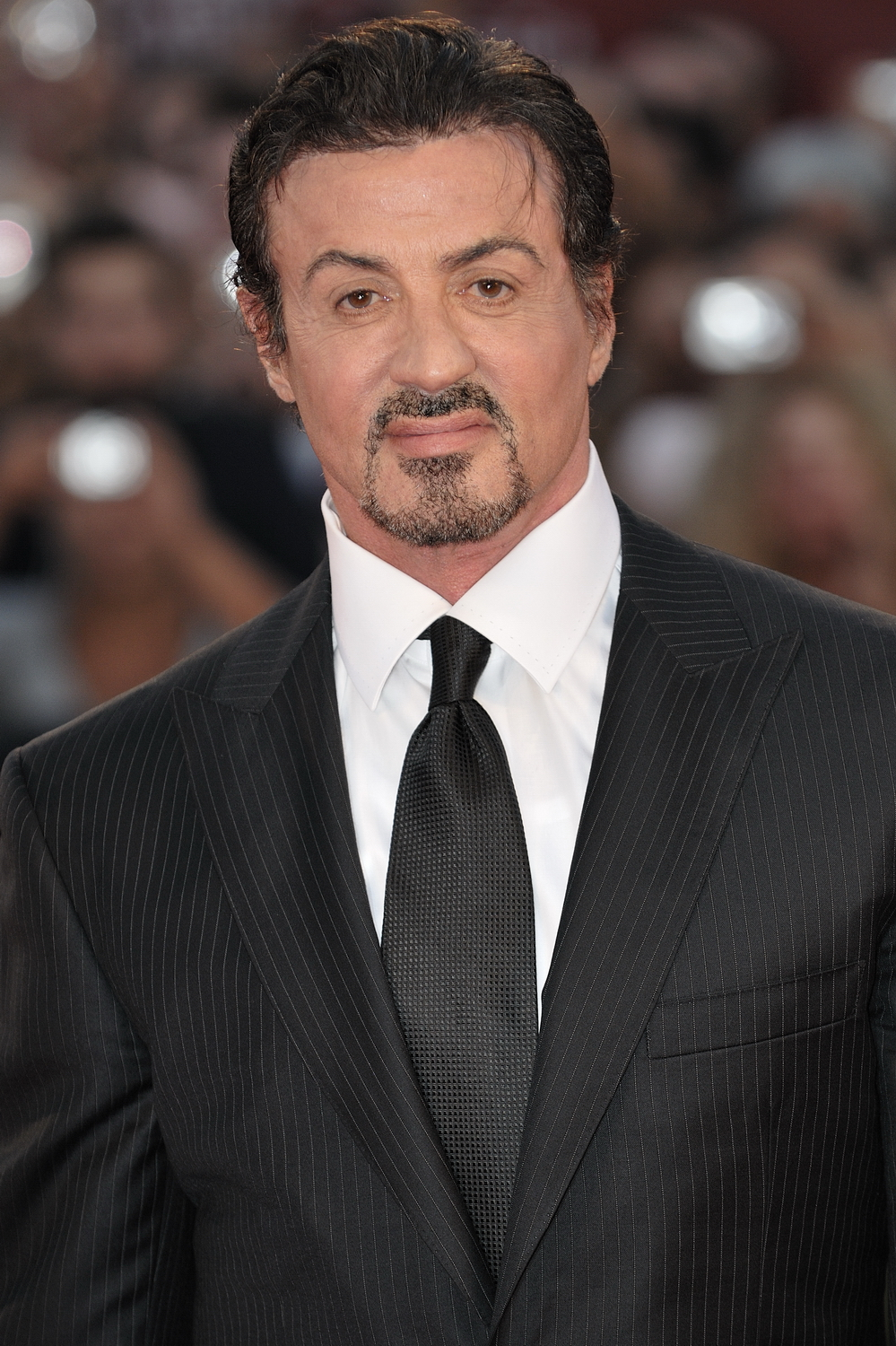
2009年カンヌ国際映画祭におけるスタローン

2010年12月7日、国際ボクシング名誉の殿堂博物館のオブザーバー部門にスタローンが投票されたことが発表された。
同年、スタローンはアンサンブル・アクション映画『エクスペンダブルズ』の脚本、監督、主演を務めた。2009年の夏、冬に撮影された本作は2010年8月13日に公開された。共演したアクションスターにはジェイソン・ステイサム、ジェット・リー、ドルフ・ラングレン、テリー・クルーズ、ミッキー・ローク、ランディ・クートゥア、エリック・ロバーツ、ストーン・コールド・スティーブ・オースチンらがおり、80年代のアクションスター、ブルース・ウィリスとアーノルド・シュワルツェネッガーがカメオ出演した。この作品は公開週末に34,825,135ドルを稼ぎアメリカで1位を記録した。この数字はスタローンのキャリアにおいて最大の公開週末興行収入である。2010年夏、ブラジルの会社O2 Filmsは、本作に対して200万USドルの支払い義務があると声明を発表した。2011年、スタローンはケヴィン・ジェームズのコメディ『Mr.ズーキーパーの婚活動物園』でライオンの声を演じた。
2012年8月17日、『エクスペンダブルズ2』が公開され、Rotten Tomatoesでは67%の肯定評価が下された。これは前作の41%に比べて評価が上がっている。前作のキャストの多くが続投したほか、アンサンブルキャストにジャン＝クロード・ヴァン・ダムやチャック・ノリスが新たに加わった。この年、スタローンはブロードウェイミュージカル版『ロッキー』の脚本を共同執筆した。
2013年、スタローンはフランスのグラフィック・ノベル『Du Plomb Dans La Tete』を原作としたウォルター・ヒル監督のアクション映画『バレット』に主演した。また、2013年、スタローンはアクションスリラー『大脱出』でアーノルド・シュワルツェネッガーやジム・カヴィーゼルと共演した他、『ロッキー』シリーズを想起させる『リベンジ・マッチ』ではロバート・デ・ニーロと共演した。スタローンはスペイン映画『悪人に平穏なし』の英語版リメイクを製作中であると報じられたが企画は中断された。この年、スタローンはジェイソン・ステイサムのアクション映画『バトルフロント』に脚本としてクレジットされた。
アンサンブル・アクション映画シリーズ第三弾『エクスペンダブルズ3 ワールドミッション』が2014年8月15日に公開された。前作からのキャストにウェズリー・スナイプス、アントニオ・バンデラス、メル・ギブソン、ハリソン・フォードらが加わった。この作品は批評家からも観客からも否定的な意見を受け、シリーズ最低の売り上げとなった。

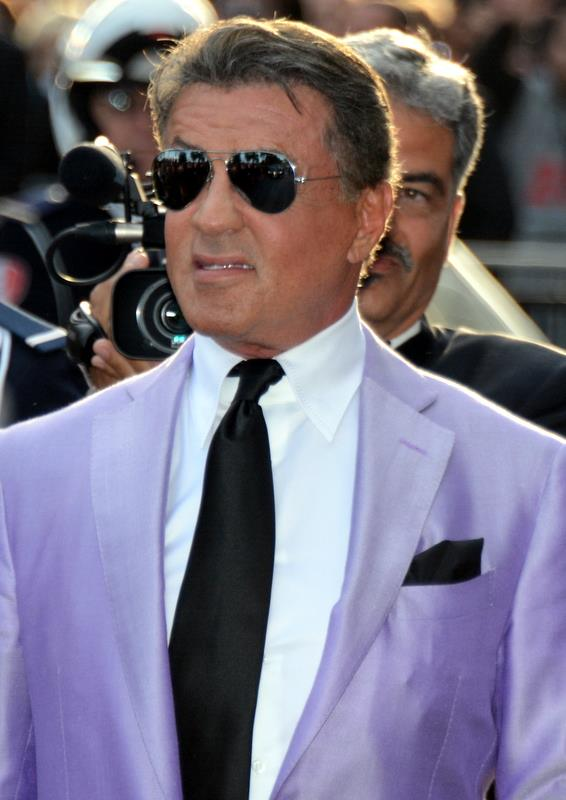
2014年カンヌ映画祭で『エクスペンダブルズ3 ワールドミッション』を宣伝するスタローン

2015年、スタローンはスピンオフ続編映画『クリード チャンプを継ぐ男』でロッキー・バルボア役に復帰した。この作品ではマイケル・B・ジョーダン演じる、死亡した友人/ライバル、アポロ・クリードの息子アドニス・"ドニー"・クリードがプロボクサーとなる姿を描いている。ライアン・クーグラーが監督した本作は批評家に絶賛された。40年にわたって架空のボクサーを7回演じたスタローンの演技が高く評価され、ゴールデングローブ賞 映画部門 助演男優賞を受賞、3度目のアカデミー賞ノミネート（今回は助演男優賞）を受けるなど、数々の賞を受賞した。
2017年、スタローンは『ガーディアンズ・オブ・ギャラクシー:リミックス』にラヴェジャーズのリーダー、スタカー・オゴルド/スターホーク役で出演した。2018年にはビデオスルーとなった『大脱出2』でデイヴ・バウティスタと共演した。制作終了後、スタローンはソーシャルメディアのページを通して、『大脱出3』の製作がすぐに始まると発表した。2017年7月、スタローンは『クリード チャンプを継ぐ男』の続編の脚本を書き上げたことを発表した。物語には『ロッキー4/炎の友情』からイワン・ドラゴが再登場する。この年、スタローンはデレク・ウェイン・ジョンソンのジョン・G・アヴィルドセン監督に関するドキュメンタリー『John G. Avildsen: King of the Underdogs』に出演した。
『クリード 炎の宿敵』は2018年3月から制作に入り2018年の感謝祭に公開が予定された。スタローンは当初、監督も担当すると発表していたが、これがフィーチャー映画監督デビューとなるスティーヴン・ケイプル・ジュニアが抜擢された。2018年11月21日、『クリード 炎の宿敵』はメトロ・ゴールドウィン・メイヤーによってアメリカで公開された。この作品は批評家から概ね受け入れられ、公開週末に3530万ドル（5日間合計で5580万ドル）を記録し、感謝祭に公開された実写映画においては最大の初公開記録となった。
2019年7月23日、「バラエティ」のインタビューにおいて、ロッキーの続編とプリクエルが製作中であると明かされた。プロデューサーのアーウィン・ウィンクラーは「とても期待している」と述べ、交渉はスタローンが脚本を書き主演する方向で進んでいると明かした。スタローンは、ロッキーが不法移民である若いボクサーと知り合うストーリーであると述べた。「ロッキーが、妹に会いに来たこの国から抜け出せない、若く怒りを秘めた若者に出会う。ロッキーが彼を引き取り、信じられない冒険が始まる。そしてふたりは国境の南側にたどり着く。とてもとてもタイムリーな話だ」とスタローンは話した。スタローンはまた、ロッキーのプリクエル・テレビシリーズに関する「進行中」のディスカッションがあることも話した。彼はストリーミングサービスでの公開を希望し、若き日のロッキー・バルボアが希望溢れるプロボクサーとなる姿を追うだろうと明かした。「少し対立がある。彼の心の中では『ロッキー』はフィーチャー映画でありテレビに変換できるものではないと考えている。そこに大きな争いの原因がある」と、プロデューサー、アーウィン・ウィンクラーがシリーズの制作に乗り気ではないとスタローンは話した。この年、スタローンは『ロッキー』第一作目に関するドキュメンタリー『40 Years of Rocky: The Birth of a Classic』（2020年）の監督とプロデューサーにデレク・ウェイン・ジョンソンを指名した。このドキュメンタリーでは、スタローンが映画のメイキングからビハインド・ザ・シーン映像のナレーションを担当した。
2018年3月、ブレイデン・アフターグッドとともに映画スタジオ、バルボア・プロダクションズを立ち上げたスタローンは各企画の共同プロデューサーを務めることとなった。このスタジオはStarlight Culture Entertainmentと数年にわたるコラボレーション契約を結び映画やテレビへの企画を行うことになっている。2018年5月、『ランボー』シリーズの5作目の制作が発表され、2018年8月、エイドリアン・グランバーグが監督することが確認された。『ランボー ラスト・ブラッド』の撮影は2018年9月に始まり、スタローンが共同脚本を担当した上でベトナム帰還兵ジョン・ランボー役に復帰した。友人の娘を助けるためにメキシコ麻薬カルテルにランボーが侵入するストーリーである。アメリカで2019年9月20日に公開された本作は公開週に1890万ドルを稼ぎシリーズで最高のスタートとなった。5000万ドルの制作費に対して全世界で9100万ドルの興行収入を上げた。
2020年下半期、スタローンは戦闘ビデオゲーム『Mortal Kombat 11』のKombat Pack 2にランボー役として声を提供した。2021年、彼はDCエクステンデッド・ユニバースの映画『ザ・スーサイド・スクワッド “極”悪党、集結』でキング・シャークの声を担当した。
2022年、スタローンはブラギ・シャット脚本による、スーパーヒーロージャンルのダークな解釈作品である『サマリタン』に主演した。

## メディアにおけるマルチタスク
1977年、『ロッキー』によって、スタローンはチャーリー・チャップリン、オーソン・ウェルズに次いでアカデミー主演男優賞と脚本賞の両方にノミネートされた史上3人目の人物となった。前述のように彼は脚本を書いて主役の座を勝ち取った。スタローンはシリーズ作品でロッキー・バルボア、ジョン・ランボー、バーニー・ロスを何度も演じている。『ロッキー』シリーズ全6作で脚本と主演、4作で監督も兼任した。スタローンは『ランボー』シリーズに主演しながら共同脚本を担当し4作目では監督も自ら行った。『エクスペンダブルズ』シリーズの第一作目では監督と主演を兼任した。『コブラ』、『ドリヴン』でも脚本と主演を担当している。スタローンは『フィスト』、『クラブ・ラインストーン/今夜は最高!』、『オーバー・ザートップ』、『クリフハンガー』、『クリード 炎の宿敵』で共同脚本と出演を兼任した。
2008年2月、どちらのアイコン（ロッキーかランボー）で記憶されたいかという質問に「これは難しい。しかしロッキーが第一子だからロッキーだ」と答えた。彼はまた、同じ人物の「意識」がロッキーであり「無意識」がランボーであると解釈できると話した。
スタローンは時折、映画で歌を披露している。『パラダイス・アレイ』（1978年）ではビル・コンティ（アメリカでナンバー1ヒットとなったアカデミー賞ノミネート映画『ロッキー』のために有名な「Gonna Fly Now」を作曲するなど以前にもともに仕事をしたことがある）が提供した音楽に合わせて「Too Close to Paradise」を歌った。『ロッキー3』において、スタローン（ロッキー・バルボア役）は劇中の妻エイドリアン（タリア・シャイア）にベッドで寝そべりながら「Take You Back」を歌っている。この歌は元々『ロッキー』第一作目の作中でスタローンの弟であるフランクが歌っていたものである。『クラブ・ラインストーン/今夜は最高!』（1984年）では「Drinkenstein」などを歌い、共演者で本物のカントリー・ミュージック・スターであるドリー・パートンとデュエットした。1980年代、キャリアの最盛期に『マペット・ショー』にゲスト出演した際には2つの歌を披露した。スタローンが映画で最後に歌ったのは『リベンジ・マッチ』（2013年）でロバート・デ・ニーロと「星条旗」を歌った時である。

## 私生活

### 結婚と子供

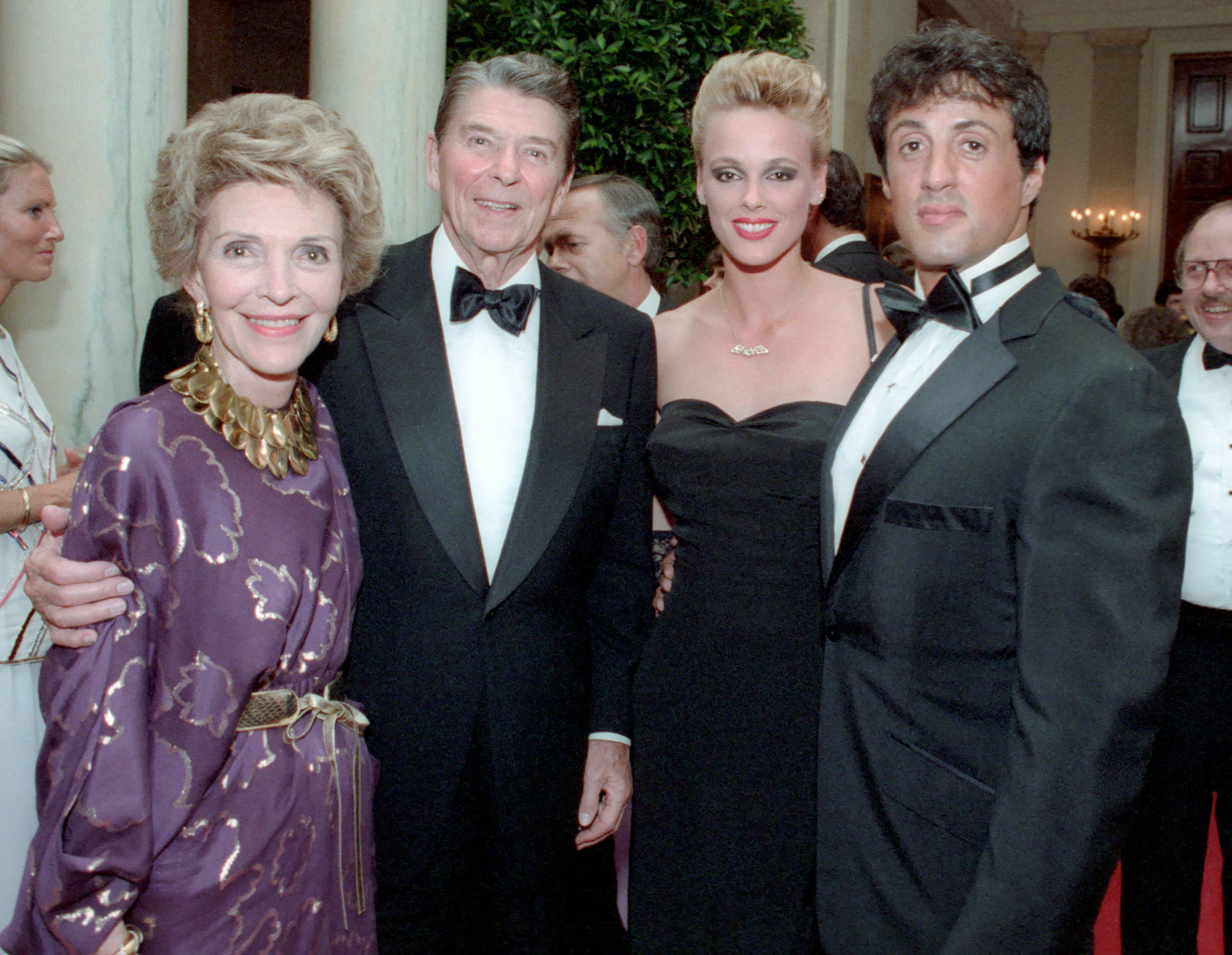
1985年、ホワイトハウスにて、スタローンと当時の妻ブリジット・ニールセン、ロナルド・レーガン大統領とファーストレディ、ナンシー・レーガン

スタローンは3度結婚した。最初の結婚で2人の息子をもうけ、3度目の結婚で3人の娘をもうけた。
1974年12月28日、28歳でサーシャ・チャックと結婚した。心臓病で36歳で世を去ったセイジ・ムーンブラッド・スタローン（1976年～2012年）とセルジオ（1979年生まれ）のふたりの息子が生まれた。夫婦は1985年2月14日に離婚した。
1985年12月15日、ビバリーヒルズにおいて、スタローンはモデルで女優のブリジット・ニールセンと結婚した。ふたりの結婚と2年後の離婚はタブロイド紙によって大きく報道された。
1988年、スタローンはモデルのジェニファー・フレイヴィンと知り合い、1994年まで交際を続けたが、スタローンはジェニス・ディキンソンとの間に子供ができたと言って関係を断った。1994年2月に子供が生まれ、DNAテストによって父親ではないことがわかるとスタローンは婚約を破棄した。1995年に一時的にアンジー・エヴァーハートと婚約したのち、スタローンとフレイヴィンは復縁した。
1997年5月、スタローンとジェニファー・フレイヴィンは結婚した。ふたりの間にはソフィア、システィーン、スカーレットの3人の娘が生まれた。娘たちは第74回ゴールデングローブ賞においてゴールデングローブ・アンバサダーに選ばれた。結婚から25年後の2022年8月19日、パームビーチ郡の記録でジェニファー・フレイヴィンが「結婚の解消とその他の救済」を申し立てていたことが明らかになった。2022年9月23日、夫婦は和解した。

### 家族と友人
スタローンは『ランボー/怒りの脱出』と『ステイン・アライブ』に楽曲を提供した弟フランクと交流を続けている。1983年、フランクが『ステイン・アライブ』のために作った「Far from Over」がアメリカでトップ10のヒットとなった。『ロッキー』シリーズのストリート・シンガー役など、フランクはシルヴェスターが出演する映画で端役出演や楽曲の提供を行っている。
スタローンの異父妹トニ・アン・フィリティは2012年8月26日に肺がんによって48歳でこの世を去った。彼女はUCLAの病院を去ることを決断しサンタモニカの母親の家で息を引き取った。
スタローンはジョー・スピネルの友人であった。ふたりは最後の共演作である『ナイトホークス』（1982年）の撮影中に仲違いした。

### 怪我
肉体的にタフな役柄で知られ、ほとんどのスタントを自分でこなすスタローンは、演技キャリアにおいて数多くのケガを負った。『勝利への脱出』撮影中、ペレのペナルティーキックを阻止しようとして指を骨折した。『ロッキー4/炎の友情』のワンシーンでは、ドルフ・ラングレンに「胸を全力でパンチしろ」と指示した。「次に気がついたときにはセント・ジョン病院の集中治療室にいた。なんてバカだったんだ」と話している。『エクスペンダブルズ』でスティーブ・オースチンとの戦闘シーンの撮影中、スタローンは首の骨を折り、メタル・プレートの挿入を余儀なくされた。

### 法的問題
2007年、オーストラリアの税関はスタローンの荷物から48瓶の合成ヒト成長ホルモン、ジントロピンを発見した。2007年5月15日の公聴会において、スタローンは規制薬物の不法所持に関する2つの罪状で罪を認めた。

### 宗教的信念
スタローンは熱心なカトリックとして育てられたが俳優としてキャリアが進むにつれ教会に行かなくなった。その後、1996年に娘が病気の状態で生まれたことから少年時代の信仰を再発見し再び厳格なカトリックに戻った。
2006年末、スタローンはCBNの「The 700 Club」からパット・ロバートソンのインタビューを受けた。スタローンは、以前のハリウッドには誘惑がたくさんあり「道を見失った」が、やがて「神の手によって」うまくいくようになったと話した。
2010年、「GQ」のインタビューにおいて、自身は心霊主義者であるが、組織化された教会団体には所属していないと話した。
ヴェーダ学者のアドヴァイスにより、スタローンは息子セイジのためにTithi Shradhの儀式（事故や殺人によって命を落とした者のために行われる）を行った。
2023年9月8日、ローマ教皇庁を訪問し、フランシスコ教皇と面会した。

### 政治観
スタローンは複数の共和党の政治家を支持しているが、自身は共和党のメンバーではないと考えている。
1994年、スタローンはペンシルバニアで上院に立候補した当時の下院議員リック・サントラムに1,000ドルの寄付を行った。彼はまた、民主党全国委員会や民主党議員ジョー・バイデンやクリス・ドッドにも寄付を行っている。
2008年、大統領選挙においてはジョン・マケインを支持した。2016年選挙においてはドナルド・トランプを「ディケンズ風のキャラクター」や「とても堂々としている」と評したが、共和党予備選挙においてはトランプにも他の誰にも支持を表明しなかった。
2016年12月、スタローンは退役軍人に関する問題に取り組みたいとして、国立芸術基金の議長の座を断った。
比較的保守的な観念にも関わらず、スタローンは銃規制の賛成派であり、「今日のハリウッドで最も銃に反対している人物」と評される。

## 出演作品
※太字表記は主演。

### 映画
| 年   | 題名                                                                         | 役名                                                   | 備考                                                        | Ref. | 吹き替え                                      |
| ---- | ---------------------------------------------------------------------------- | ------------------------------------------------------ | ----------------------------------------------------------- | --- | --------------------------------------------- |
| 1969 | The Square Root                                                              | 不明                                                   | クレジットなし                                              | [ 148 ] | N/A                                           |
| 1969 | 白銀のレーサー Downhill Racer                                                | レストランのパトロン                                   | クレジットなし                                              | [ 148 ] |                                               |
| 1970 | M★A★S★H マッシュ M*A*S*H                                                     | ケータリングエリアの兵士                               | クレジットなし                                              | [ 149 ] |                                               |
| 1970 | ザ・イタリアン・スタローン The Party at Kitty and Stud's                     | スタッド                                               |                                                             | |                                               |
| 1970 | ふたりの誓い Lovers and Other Strangers                                      | グローズマン                                           | クレジットなし                                              | [ 148 ] |                                               |
| 1970 | The Sidelong Glances of a Pigeon Kicker                                      | パーティのゲスト                                       | クレジットなし                                              | [ 148 ] |                                               |
| 1971 | ウディ・アレンのバナナ Bananas                                               | 地下鉄のチンピラ1                                      | クレジットなし                                              | [ 148 ] |                                               |
| 1971 | コールガール Klute                                                           | クラブのパトロン                                       | クレジットなし                                              | [ 148 ] |                                               |
| 1972 | おかしなおかしな大追跡 What's Up, Doc?                                       | ホテルの客                                             | クレジットなし                                              | [ 150 ] |                                               |
| 1973 | レベル No Place to Hide                                                      | ジェリー・サヴェジ                                     |                                                             | |                                               |
| 1974 | ブルックリンの青春 The Lords of Flatbush                                     | スタンリー・ロジエロ                                   | 追加のセリフも担当                                          | |                                               |
| 1975 | 二番街の囚人 The Prisoner of Second Avenue                                   | 公園の若者                                             | カメオ                                                      | [ 151 ] |                                               |
| 1975 | ビッグ・ボス Capone                                                          | フランク・ラルフ・"ザ・エンフォーサー"・ニッティ       |                                                             | | 青野武（TBS版）                               |
| 1975 | デス・レース2000年 Death Race 2000                                           | ジョー・"マシン・ガン"・ヴィテルボ                     | 玄田哲章                                                    | |                                               |
| 1975 | マンディンゴ Mandingo                                                        | リンチの目撃者                                         | クレジットなし                                              | [ 152 ] |                                               |
| 1975 | さらば愛しき女よ Farewell, My Lovely                                         | ジョニー                                               | カメオ                                                      | [ 153 ] |                                               |
| 1976 | 爆走!キャノンボール Cannonball                                               | マフィオーソ2                                          | クレジットなし                                              | [ 154 ] |                                               |
| 1976 | ロッキー Rocky                                                               | ロバート・"ロッキー"・バルボア                         | 兼脚本・ボクシング振り付け                                  | | 羽佐間道夫（TBS版、追加録音版）               |
| 1978 | フィスト F.I.S.T.                                                            | ジョニー・コヴァック                                   | 兼脚本                                                      | 羽佐間道夫 |                                               |
| 1978 | パラダイス・アレイ Paradise Alley                                            | コスモ・カルーボニ                                     | 兼監督・脚本                                                | 玄田哲章（テレビ朝日版）                                                                                                |                                               |
| 1979 | ロッキー2 Rocky II                                                           | ロバート・"ロッキー"・バルボア                         | 兼監督・脚本・ボクシング振り付け                            | 羽佐間道夫（TBS版、追加録音版）                                                                                         |                                               |
| 1981 | ナイトホークス Nighthawks                                                    | ディーク・ダシルヴァ巡査部長                           |                                                             | 夏八木勲（フジテレビ版） 佐々木功（テレビ朝日版） 楠大典（2016年制作版）                                                |                                               |
| 1981 | 勝利への脱出 Escape to Victory                                               | ロバート・ハッチ大尉                                   | 佐々木功（フジテレビ版）                                    | |                                               |
| 1982 | ロッキー3 Rocky III                                                          | ロバート・"ロッキー"・バルボア                         | 兼監督・脚本・ボクシング振り付け                            | 羽佐間道夫（TBS版） 玄田哲章（日本テレビ版）                                                                            |                                               |
| 1982 | ランボー First Blood                                                         | ジョン・J・ランボー                                    | 兼脚本                                                      | 渡辺謙（日本テレビ版1） 羽佐間道夫（TBS版） 銀河万丈（フジテレビ版） 佐々木功（テレビ朝日版） 玄田哲章（日本テレビ版2） |                                               |
| 1983 | ステイン・アライブ Staying Alive                                             | 通りの男                                               | 兼監督・脚本・製作 クレジットなし                           | [ 155 ] |                                               |
| 1984 | クラブ・ラインストーン/今夜は最高! Rhinestone                                | ニック・マルティネッリ                                 | 兼脚本                                                      | |                                               |
| 1985 | ランボー/怒りの脱出 Rambo: First Blood Part II                               | ジョン・J・ランボー                                    | 兼脚本                                                      | 玄田哲章（日本テレビ版） 羽佐間道夫（TBS版） 銀河万丈（フジテレビ版） 佐々木功（テレビ朝日版）                          |                                               |
| 1985 | ロッキー4/炎の友情 Rocky IV                                                  | ロバート・"ロッキー"・バルボア                         | 兼監督・脚本・ボクシング振り付け                            | 羽佐間道夫（TBS版） 佐々木功（テレビ朝日版）                                                                            |                                               |
| 1986 | コブラ Cobra                                                                 | マリオン・"コブラ"・コブレッティ警部補                 | 兼脚本                                                      | 羽佐間道夫（TBS版） 佐々木功（テレビ朝日版）                                                                            |                                               |
| 1987 | オーバー・ザ・トップ Over the Top                                            | リンカーン・"リンク"・ホーク                           | 兼脚本                                                      | 羽佐間道夫（機内上映版、TBS版） 玄田哲章（フジテレビ版） 安原義人（テレビ朝日版）                                       |                                               |
| 1988 | ランボー3/怒りのアフガン Rambo III                                           | ジョン・J・ランボー                                    | 兼脚本                                                      | 玄田哲章（日本テレビ版） 佐々木功（テレビ朝日版、追加録音版）                                                           |                                               |
| 1989 | ロックアップ Lock Up                                                         | フランク・レオン                                       |                                                             | 玄田哲章（ソフト版、日本テレビ版）                                                                                      |                                               |
| 1989 | デッドフォール Tango & Cash                                                  | レイモンド・"レイ"・タンゴ警部補                       | 玄田哲章（ソフト版） 佐々木功（テレビ朝日版）               | |                                               |
| 1990 | ロッキー5/最後のドラマ Rocky V                                               | ロバート・"ロッキー"・バルボア                         | 兼脚本                                                      | 羽佐間道夫（日本テレビ版、追加録音版） 佐々木功（VHS版）                                                                |                                               |
| 1991 | オスカー Oscar                                                               | アンジェロ・"スナップス"・プロヴォローネ               |                                                             | 羽佐間道夫 |                                               |
| 1992 | 刑事ジョー ママにお手あげ Stop! Or My Mom Will Shoot                         | ジョセフ・アンドリュー・"ジョー"・ボモウスキー巡査部長 | 羽佐間道夫（ソフト版） 玄田哲章（フジテレビ版）             | |                                               |
| 1993 | クリフハンガー Cliffhanger                                                   | ガブリエル・"ゲイブ"・ウォーカー隊員                   | 兼脚本                                                      | 玄田哲章（ソフト版、フジテレビ版） 大塚明夫（日本テレビ版） ささきいさお（BSジャパン版）                                |                                               |
| 1993 | デモリションマン Demolition Man                                              | ジョン・スパルタン巡査部長                             |                                                             | 玄田哲章（ソフト版） 佐々木功（テレビ朝日版）                                                                           |                                               |
| 1994 | スペシャリスト The Specialist                                                | レイ・クイック大尉                                     |                                                             | 玄田哲章（ソフト版） 佐々木功（テレビ朝日版）                                                                           |                                               |
| 1995 | Your Studio and You                                                          | 本人役                                                 | 短編映画 クレジットなし                                     | [ 156 ] |                                               |
| 1995 | ジャッジ・ドレッド Judge Dredd                                               | ジャッジ・ジョセフ・ドレッド                           |                                                             | | 玄田哲章（VHS・DVD版、フジテレビ版）          |
| 1995 | 暗殺者 Assassins                                                             | ロバート・ラス / ジョセフ・ラス                        | 玄田哲章（ソフト版、フジテレビ版） 佐々木功（テレビ朝日版） | |                                               |
| 1996 | デイライト Daylight                                                          | キット・ラトゥーラ隊長                                 | 玄田哲章（ソフト版） 佐々木功（テレビ朝日版）               | |                                               |
| 1997 | メン・イン・ブラック Men in Black                                            | TV画面の宇宙人                                         | クレジットなし                                              | [ 157 ] |                                               |
| 1997 | コップランド Cop Land                                                        | フレディ・ヘフリン保安官                               |                                                             | | 玄田哲章（ソフト版、日本テレビ版）            |
| 1997 | アラン・スミシー・フィルム An Alan Smithee Film: Burn Hollywood Burn         | 本人役                                                 | 限定公開                                                    | 玄田哲章 |                                               |
| 1997 | The Good Life                                                                | ボス                                                   | 未公開の映画                                                | |                                               |
| 1998 | アンツ Antz                                                                  | ウィーヴァー伍長                                       | 声の出演                                                    | 玄田哲章 |                                               |
| 2000 | 追撃者 Get Carter                                                            | ジャック・カーター                                     |                                                             | 玄田哲章（ソフト版） ささきいさお（テレビ東京版） 西凜太朗（Netflix版）                                                 |                                               |
| 2001 | ドリヴン Driven                                                              | ジョー・"ザ・ハンマー"・タント                         | 兼脚本・製作                                                | 玄田哲章（ソフト版、日本テレビ版、Netflix版） ささきいさお（テレビ東京版）                                              |                                               |
| 2002 | D-TOX D-Tox                                                                  | ジェイク・マロイ捜査官                                 | 限定公開                                                    | 大塚明夫（ソフト版） ささきいさお（テレビ東京版）                                                                       |                                               |
| 2002 | シルベスター・スタローン ザ・ボディガード Avenging Angelo                    | フランキー・デラーノ                                   |                                                             | 楠大典 |                                               |
| 2003 | TAXi③ Taxi 3                                                                 | 空港に向かう乗客                                       | クレジットなし                                              | [ 158 ] | 玄田哲章（ソフト版） 佐々木功（フジテレビ版） |
| 2003 | シェイド Shade                                                               | ディーン・"ザ・ディーン"・スティーヴンス               | 限定公開                                                    | | ささきいさお                                  |
| 2003 | スパイキッズ3-D:ゲームオーバー Spy Kids 3-D: Game Over                       | エージェント・セバスチャン "ザ・トイメイカー           | 二役                                                        | 角田信朗 |                                               |
| 2006 | ロッキー・ザ・ファイナル Rocky Balboa                                        | ロバート・"ロッキー"・バルボア                         | 兼監督・脚本・ボクシング振り付け                            | 羽佐間道夫 |                                               |
| 2008 | ランボー/最後の戦場 Rambo                                                    | ジョン・J・ランボー                                    | 兼監督・脚本                                                | ささきいさお（ソフト版、テレビ東京版）                                                                                  |                                               |
| 2009 | スタローン in ハリウッド・トラブル Kambakkht Ishq                            | 本人役                                                 | カメオ                                                      | |                                               |
| 2010 | エクスペンダブルズ The Expendables                                           | バーニー・ロス                                         | 兼監督・脚本                                                | ささきいさお |                                               |
| 2011 | Mr.ズーキーパーの婚活動物園 Zookeeper                                        | ジョー・ザ・ライオン                                   | 声の出演                                                    | 間宮康弘 |                                               |
| 2012 | エクスペンダブルズ2 The Expendables 2                                        | バーニー・ロス                                         | 兼脚本                                                      | ささきいさお |                                               |
| 2012 | バレット Bullet to the Head                                                  | ジェームズ・"ジミー・ボボ"・ボノモ                     |                                                             | ささきいさお |                                               |
| 2013 | 大脱出 Escape Plan                                                           | レイ・ブレスリン / アンソニー・ポートス                |                                                             | ささきいさお |                                               |
| 2013 | バトルフロント Homefront                                                     | N/A                                                    | 脚本・製作                                                  | N/A |                                               |
| 2013 | リベンジ・マッチ Grudge Match                                                | ヘンリー・"レーザー"・シャープ                         | 兼ボクシング振り付け                                        | ささきいさお |                                               |
| 2014 | エクスペンダブルズ3 ワールドミッション The Expendables 3                     | バーニー・ロス                                         | 兼脚本・原案                                                | ささきいさお |                                               |
| 2014 | ゲットバッカーズ Reach Me                                                    | チーフ・ジェラルド・カヴァロ                           | ストリーミング公開                                          | 宮本克哉 |                                               |
| 2015 | クリード チャンプを継ぐ男 Creed                                              | ロバート・"ロッキー"・バルボア                         | 兼製作                                                      | [ 159 ] | 羽佐間道夫                                    |
| 2016 | ラチェット&クランク THE MOVIE Ratchet & Clank                                | ヴィクター・フォン・アイオン補佐官                     | 声の出演                                                    | | 小山剛志                                      |
| 2017 | ガーディアンズ・オブ・ギャラクシー:リミックス Guardians of the Galaxy Vol. 2 | スタカー・オゴルド                                     |                                                             | [ 160 ] | ささきいさお                                  |
| 2017 | アニマルクラッカー 〜まほうのサーカス〜 Animal Crackers                      | ブレットマン                                           | 声の出演 Netflixオリジナル映画                              | |                                               |
| 2018 | 大脱出2 Escape Plan 2: Hades                                                 | レイ・ブレスリン                                       |                                                             | ささきいさお |                                               |
| 2018 | クリード 炎の宿敵 Creed II                                                   | ロバート・"ロッキー"・バルボア                         | 兼脚本・製作                                                | [ 159 ] | 羽佐間道夫                                    |
| 2018 | バックトレース Backtrace                                                     | サイクス刑事                                           | 限定公開                                                    | | 玄田哲章                                      |
| 2019 | 大脱出3 Escape Plan: The Extractors                                          | レイ・ブレスリン                                       |                                                             | ささきいさお |                                               |
| 2019 | Rallying Cry                                                                 | ジャスパー・リース                                     | 短編映画                                                    | N/A |                                               |
| 2019 | ランボー ラスト・ブラッド Rambo: Last Blood                                  | ジョン・J・ランボー                                    | 兼脚本・原案                                                | ささきいさお（ソフト版、BSテレ東版）                                                                                    |                                               |
| 2019 | One Night: Joshua vs. Ruiz                                                   | 本人役                                                 | ドキュメンタリー映画 兼製作総指揮                           | N/A |                                               |
| 2021 | ザ・スーサイド・スクワッド “極”悪党、集結 The Suicide Squad                  | ナナウエ / キング・シャーク                            | 声の出演                                                    | 玄田哲章 |                                               |
| 2021 | The Making of 'Rocky vs. Drago'                                              | 本人役                                                 | ドキュメンタリー映画 兼製作                                 | N/A |                                               |
| 2022 | サマリタン Samaritan                                                         | ジョー・スミス / サマリタン / ネメシス                 | Amazonオリジナル映画 兼製作総指揮                           | 玄田哲章 |                                               |
| 2022 | MVP                                                                          | N/A                                                    | 限定公開 製作総指揮                                         | N/A |                                               |
| 2023 | クリード 過去の逆襲 Creed III                                                | N/A                                                    | 製作                                                        | N/A |                                               |
| 2023 | ガーディアンズ・オブ・ギャラクシー:VOLUME 3 Guardians of the Galaxy Vol. 3   | スタカー・オゴルド                                     |                                                             | [ 161 ] | ささきいさお                                  |
| 2023 | スライ:スタローンの物語 Sly                                                  | 本人                                                   | Netflixドキュメンタリー映画                                 | | N/A                                           |
| 2024 | エクスペンダブルズ ニューブラッド The Expendables 4                          | バーニー・ロス                                         |                                                             | ささきいさお |                                               |

### テレビ
| 年        | 題名                                                  | 役名                                             | 備考 | Ref.                                            | 吹替 |
| --------- | ----------------------------------------------------- | ------------------------------------------------ | --- | ----------------------------------------------- | ---- |
| 1973      | 悪魔の手ざわり The Evil Touch                         | なし                                             | エピソード「恐怖の大晦日」; 脚本のみ                                                                         |                                                 |      |
| 1975      | ポリス・ストーリー Police Story                       | エルモア・"ロッキー"・キャド                     | エピソード「誇り高き勲章」                                                                                   | 羽佐間道夫（日本テレビ版）                      |      |
| 1975      | 刑事コジャック Kojak                                  | リッキー・ダリー刑事                             | エピソード「闘魂！闘うロッキー刑事」                                                                         | 山城新伍（日本語吹替1） 玄田哲章（日本語吹替2） |      |
| 1979      | マペット・ショー The Muppet Show                      | 本人役                                           | エピソード「Sylvester Stallone」                                                                             |                                                 |      |
| 1985      | Heart of a Champion: The Ray Mancini Story            | なし                                             | テレビ映画; エグゼクティブ・プロデューサーのみ                                                               | なし                                            |      |
| 1991      | Dream On                                              | 本人役                                           | エピソード「The Second Greatest Story Ever Told: Parts 1 & 2」                                               | なし                                            |      |
| 1997      | サタデー・ナイト・ライブ Saturday Night Live          | 本人役 - ホスト / ロバート・"ロッキー"・バルボア | エピソード「Sylvester Stallone/Jamiroquai」                                                                  | なし                                            |      |
| 2002      | Father Lefty                                          | なし                                             | 製作されていないテレビシリーズの売却されていないテレビパイロット版; 脚本とエグゼクティブ・プロデューサーのみ | なし                                            |      |
| 2002      | Liberty's Kids                                        | ポール・リビア                                   | エピソード「Midnight Ride」; 声の出演                                                                        | なし                                            |      |
| 2005      | ラスベガス Las Vegas                                  | フランス・"ザ・リペア・マン"                     | 2つのエピソード                                                                                              | 羽佐間道夫                                      |      |
| 2005      | The Contender Rematch: Mora vs. Manfredo              | なし                                             | テレビスペシャル; エグゼクティブ・プロデューサーのみ                                                         | なし                                            |      |
| 2006–2009 | The Contender                                         | 本人役 - ホスト                                  | 16のエピソード; 兼21エピソードのエグゼクティブ・プロデューサー                                               | なし                                            |      |
| 2010      | Inferno: The Making of 'The Expendables'              | 本人役                                           | テレビドキュメンタリー映画; 兼プロデューサー                                                                 | なし                                            |      |
| 2013      | サタデー・ナイト・ライブ Saturday Night Live          | 3人のワイズ・ガイ                                | エピソード「John Goodman/Kings of Leon」; クレジットなしのカメオ                                             | [ 162 ]                                         | なし |
| 2016      | Strong                                                | なし                                             | 3エピソード; エグゼクティブ・プロデューサーのみ                                                              |                                                 | なし |
| 2017      | アルティメット・ビーストマスター Ultimate Beastmaster | なし                                             | 24エピソード; 1エピソードのクリエイター兼プロデューサー、1エピソードのエグゼクティブ・プロデューサーのみ     | なし                                            |      |
| 2017      | THIS IS US/ディス・イズ・アス This Is Us              | 本人役                                           | シーズン2第3話 エピソード「過去の面影」                                                                      | 楠大典                                          |      |
| 2022–     | タルサ・キング Tulsa King                             | ドワイト・"ザ・ジェネラル"・マンフレディ         | 9エピソード; 兼製作総指揮 Paramount+オリジナルシリーズ                                                       | ささきいさお                                    |      |
| 2023      | アーノルド/シュワルツェネッガー、三つの人生 Arnold    | 本人                                             | Netflixドキュメンタリー                                                                                      | 楠大典                                          |      |

### 舞台
| 公開年 | 原題  | 役名             | 劇場                     | 備考   | Ref.    |
| ------ | ----- | ---------------- | ------------------------ | ------ | ------- |
| 1970   | Score | 電話修理人マイク | マルティニーク・シアター | カメオ | [ 148 ] |

### コマーシャル
| 年   | 題名                                                           | 役名                           | 備考   | Ref.    |
| ---- | -------------------------------------------------------------- | ------------------------------ | ------ | ------- |
| 1987 | 伊藤ハム「バイエルン」                                         |                                |        | [ 163 ] |
| 2020 | Facebook: Groups - Ready to Rock? - 2020 Super Bowl Commercial | ロバート・"ロッキー"・バルボア | カメオ |         |

### ミュージック・ビデオ
| 公開年 | 原題                  | 役名                         | パフォーマー     | 備考                   | Ref.    |
| ------ | --------------------- | ---------------------------- | ---------------- | ---------------------- | ------- |
| 1987   | "Winner Takes It All" | リンカーン・"リンク"・ホーク | サミー・ヘイガー | クレジットなしのカメオ | [ 164 ] |

### サウンドトラック出演
| 年   | 題名                                          | 歌                                                                                              | 備考                                             | Ref.    |
| ---- | --------------------------------------------- | ----------------------------------------------------------------------------------------------- | ------------------------------------------------ | ------- |
| 1978 | パラダイス・アレイ Paradise Alley             | "Too Close To Paradise"                                                                         |                                                  |         |
| 1979 | マペット・ショー The Muppet Show              | "Let's Call the Whole Thing Off", "A Bird in a Gilded Cage"                                     | エピソード「Sylvester Stallone」; クレジットなし | [ 165 ] |
| 1982 | ロッキー3 Rocky III                           | "Take You Back"                                                                                 | クレジットなし                                   |         |
| 1984 | クラブ・ラインストーン/今夜は最高! Rhinestone | "Stay Out of My Bedroom", "Woke Up in Love", "Drinkinstein", "Sweet Lovin' Friends", "Be There" |                                                  |         |
| 2013 | リベンジ・マッチ Grudge Match                 | 「星条旗」                                                                                      |                                                  |         |

### ビデオゲーム
| 年   | 題名                               | 声の出演                       | 備考                                   | Ref.    |
| ---- | ---------------------------------- | ------------------------------ | -------------------------------------- | ------- |
| 1994 | Demolition Man                     | ジョン・スパルタン巡査部長     | ライブアクションのフルモーションビデオ |         |
| 2020 | Mortal Kombat 11: Ultimate         | ジョン・J・ランボー            | ダウンロード・コンテンツ               | [ 166 ] |
| 2021 | Big Rumble Boxing: Creed Champions | ロバート・"ロッキー"・バルボア |                                        |         |

## 受賞とノミネート

### アカデミー賞など
| 賞                   | 年   | 部門                    | 作品                          | 結果       |
| -------------------- | ---- | ----------------------- | ----------------------------- | ---------- |
| アカデミー賞         | 1976 | 主演男優賞              | 『ロッキー』                  | ノミネート |
| アカデミー賞         | 1976 | 脚本賞                  | 『ロッキー』                  | ノミネート |
| アカデミー賞         | 2016 | 助演男優賞              | 『クリード チャンプを継ぐ男』 | ノミネート |
| 英国アカデミー賞     | 1976 | 主演男優賞              | 『ロッキー』                  | ノミネート |
| 英国アカデミー賞     | 1976 | 脚本賞                  | 『ロッキー』                  | ノミネート |
| ゴールデングローブ賞 | 1976 | 主演男優賞 (ドラマ部門) | 『ロッキー』                  | ノミネート |
| ゴールデングローブ賞 | 1976 | 脚本賞                  | 『ロッキー』                  | ノミネート |
| ゴールデングローブ賞 | 2015 | 助演男優賞              | 『クリード チャンプを継ぐ男』 | 受賞       |

- 全米映画歴史研究家協会賞　最優秀主演男優賞 『ロッキー』
- ダヴィッド・ディ・ドナテロ賞　外国映画部門最優秀男優演技賞　『ロッキー』
- 全米・カナダ映画興業者選出　ドル箱スター第1位
- 男性鑑賞協会選出　男性ベストテン第1位
- Show West Convention　Star Of The Year　（1979年・1984年）
- Hasty Pudding Theatricals　Man of the Year
- ピープルズ・チョイス・アワード　Favorite Motion Picture Actor
- セザール賞　名誉賞
- ゴールデンアップル賞　Star of the Year
- サターン賞　Lifetime Achivement Award
- ストックホルム映画祭　最優秀男優賞　『コップランド』
- Home Entertainment 2002　ミレニアム・アクションスター
- ナショナル・ボード・オブ・レビュー賞 2015　助演男優賞 『クリード チャンプを継ぐ男』[168]

### ゴールデンラズベリー賞
ゴールデンラズベリー賞とは、毎年アカデミー賞授賞式の前夜に「最低」の映画を選んで表彰する一種のジョーク賞である。
| 賞                     | 年   | 部門                     | 作品 | 結果       |
| ---------------------- | ---- | ------------------------ | --- | ---------- |
| ゴールデンラズベリー賞 | 1984 | 最低主演男優賞           | 『クラブ・ラインストーン/今夜は最高!』 | 受賞       |
| ゴールデンラズベリー賞 | 1984 | 最低脚本賞               | 『クラブ・ラインストーン/今夜は最高!』（フィル・アルデン・ロビンソンと共同） | ノミネート |
| ゴールデンラズベリー賞 | 1985 | 最低主演男優賞           | 『ランボー/怒りの脱出』、『ロッキー4/炎の友情』 | 受賞       |
| ゴールデンラズベリー賞 | 1985 | 最低監督賞               | 『ロッキー4/炎の友情』 | ノミネート |
| ゴールデンラズベリー賞 | 1985 | 最低脚本賞               | 『ランボー/怒りの脱出』（ジェームズ・キャメロン、ケヴィン・ジャールと共同） | 受賞       |
| ゴールデンラズベリー賞 | 1985 | 最低脚本賞               | 『ロッキー4/炎の友情』（シェルドン・レティックと共同） | ノミネート |
| ゴールデンラズベリー賞 | 1986 | 最低主演男優賞           | 『コブラ』 | ノミネート |
| ゴールデンラズベリー賞 | 1986 | 最低脚本賞               | 『コブラ』 | ノミネート |
| ゴールデンラズベリー賞 | 1987 | 最低主演男優賞           | 『オーバー・ザ・トップ』 | ノミネート |
| ゴールデンラズベリー賞 | 1988 | 最低主演男優賞           | 『ランボー3/怒りのアフガン』 | 受賞       |
| ゴールデンラズベリー賞 | 1988 | 最低脚本賞               | 『ランボー3/怒りのアフガン』 | ノミネート |
| ゴールデンラズベリー賞 | 1989 | 最低主演男優賞           | 『ロックアップ』、『デッドフォール』 | ノミネート |
| ゴールデンラズベリー賞 | 1989 | 1980年代最低男優賞       | 『クラブ・ラインストーン/今夜は最高!』、『コブラ』、『ロックアップ』、 『オーバー・ザ・トップ』、『ランボー/怒りの脱出』、『ランボー3/怒りのアフガン』、 『ロッキー4/炎の友情』、『デッドフォール』 | 受賞       |
| ゴールデンラズベリー賞 | 1990 | 最低主演男優賞           | 『ロッキー5/最後のドラマ』 | ノミネート |
| ゴールデンラズベリー賞 | 1990 | 最低脚本賞               | 『ロッキー5/最後のドラマ』 | ノミネート |
| ゴールデンラズベリー賞 | 1991 | 最低主演男優賞           | 『オスカー』 | ノミネート |
| ゴールデンラズベリー賞 | 1992 | 最低主演男優賞           | 『刑事ジョー/ママにお手あげ』 | 受賞       |
| ゴールデンラズベリー賞 | 1993 | 最低脚本賞               | 『クリフハンガー』（マイケル・フランス、ジョン・ロングと共同） | ノミネート |
| ゴールデンラズベリー賞 | 1994 | 最低主演男優賞           | 『スペシャリスト』 | ノミネート |
| ゴールデンラズベリー賞 | 1994 | 最低スクリーンカップル賞 | 『スペシャリスト』（シャロン・ストーンと共同） | 受賞       |
| ゴールデンラズベリー賞 | 1995 | 最低主演男優賞           | 『暗殺者』、『ジャッジ・ドレッド』 | ノミネート |
| ゴールデンラズベリー賞 | 1996 | 最低主演男優賞           | 『デイライト』 | ノミネート |
| ゴールデンラズベリー賞 | 1998 | 最低助演男優賞           | 『アラン・スミシー・フィルム』 | ノミネート |
| ゴールデンラズベリー賞 | 1999 | 20世紀最低男優賞         | 彼がした全てのことの99.5%に対して | 受賞       |
| ゴールデンラズベリー賞 | 2000 | 最低主演男優賞           | 『追撃者』 | ノミネート |
| ゴールデンラズベリー賞 | 2001 | 最低助演男優賞           | 『ドリヴン』 | ノミネート |
| ゴールデンラズベリー賞 | 2001 | 最低脚本賞               | 『ドリヴン』（ジャン・スクレントニー、ニール・タバクニックと共同） | ノミネート |
| ゴールデンラズベリー賞 | 2001 | 最低スクリーンカップル賞 | 『ドリヴン』（バート・レイノルズと共同） | ノミネート |
| ゴールデンラズベリー賞 | 2003 | 最低助演男優賞           | 『スパイキッズ3-D:ゲームオーバー』 | 受賞       |
| ゴールデンラズベリー賞 | 2010 | 最低監督賞               | 『エクスペンダブルズ』 | ノミネート |
| ゴールデンラズベリー賞 | 2015 | 名誉挽回賞               | 『クリード チャンプを継ぐ男』 | 受賞       |
| ゴールデンラズベリー賞 | 2023 | 最低助演男優賞           | 『エクスペンダブルズ ニューブラッド』 | 受賞       |

このように1980年代から1990年代初頭までの彼の全盛期、暴力的な『ランボー』シリーズ等の主演に対して批評家から酷評を受け続けていた。しかし、そのような酷評とは相反しヒット作を次々と生み出してきた。加えて、全盛期の主演作の多くが、新興インディペンデントのカロルコ・ピクチャーズやキャノン・フィルズ作品であったことも、メジャー寄りの保守的な批評家からの批判を助長させる大きな要因になった。とくにカロルコの大作映画は、シルヴェスター・スタローンの主演作以外であっても、その多くがゴールデンラズベリー賞（またはノミネート）の常連作となっていた。しかし、2015年の『クリード チャンプを継ぐ男』において「名誉挽回賞」の候補となり、受賞を果たした。
批評家からの視点で、（スタローンの主演作のなかで）映画史的に唯一と言ってもいい高い評価を受けている『ロッキー』の1作目は、メジャーの老舗ユナイテッド・アーティスツの作品である。

### ハリウッド殿堂
ハリウッド・ウォーク・オブ・フェームに星型プレート（映画部門）があり、グローマンズ・チャイニーズ・シアターの入り口前に手形・足形・署名入りのブロックプレートが埋め込まれている。

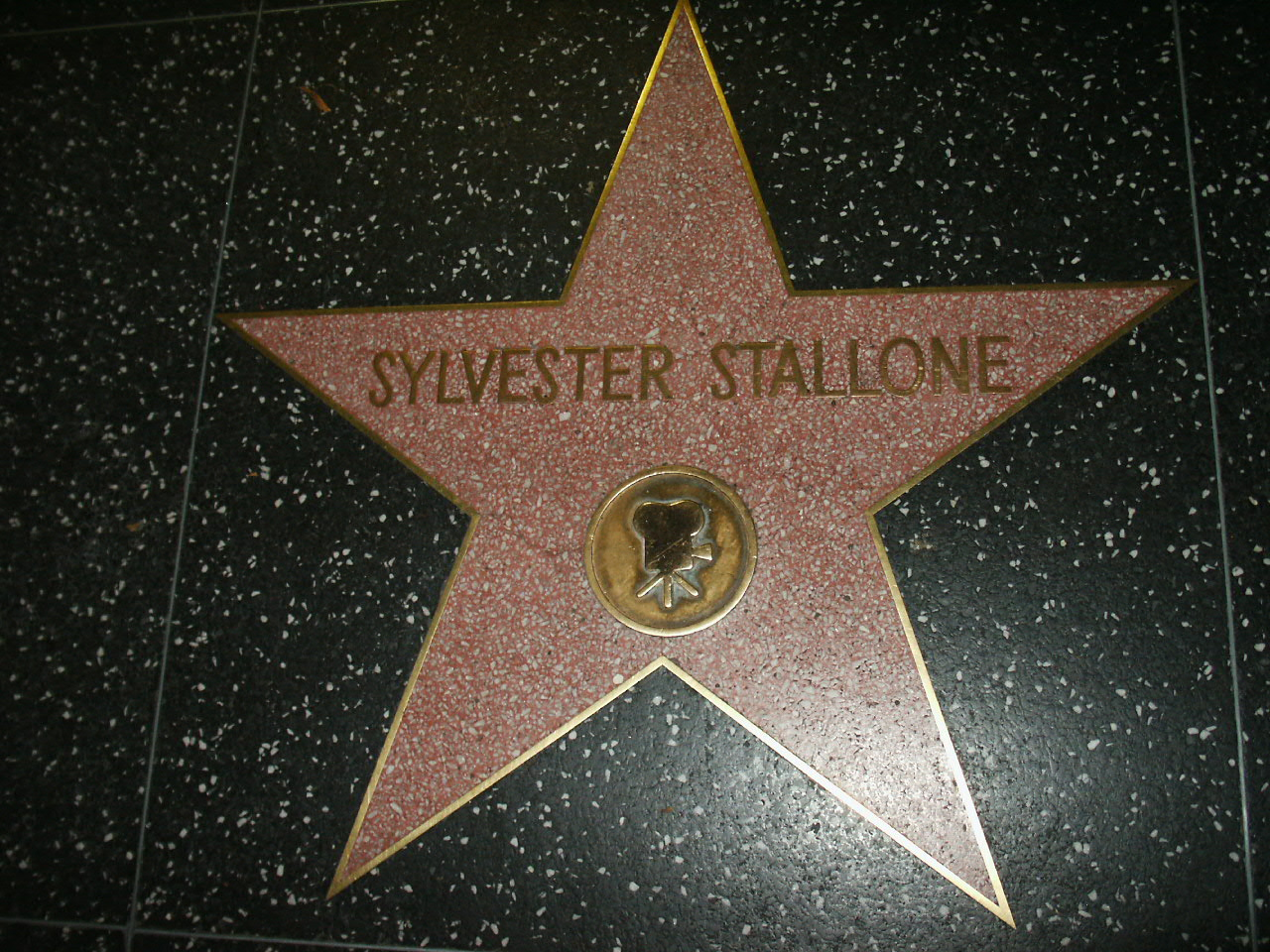
ハリウッド・ウォーク・オブ・フェーム
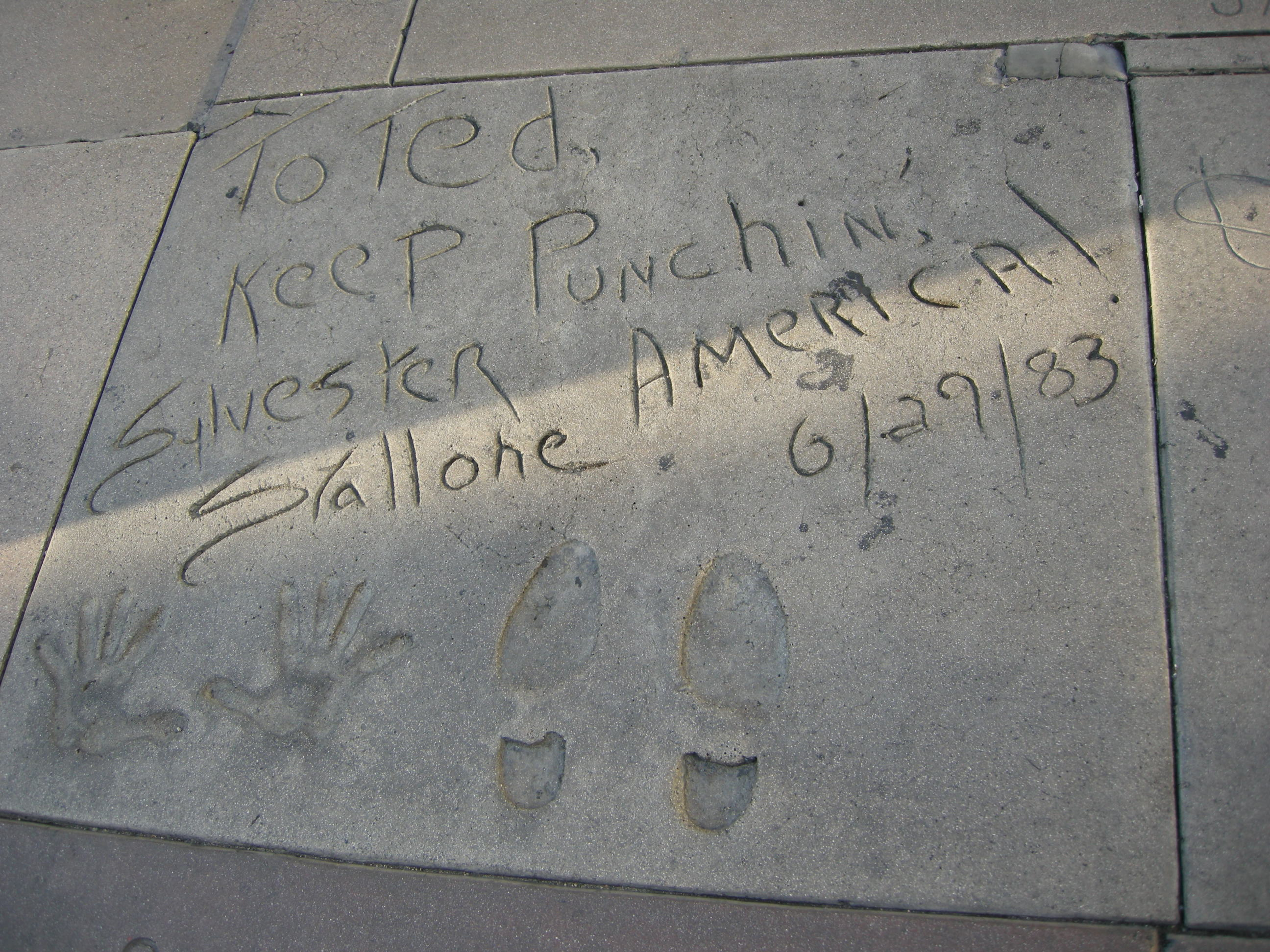
グローマンズ・チャイニーズ・シアター

## 日本語吹き替え
主に担当しているのは、以下の三人である。
ささきいさお（佐々木功）
1982年の『勝利への脱出』フジテレビ版で初担当。現在は専属（フィックス）に近い形で担当している。主な担当作は『ランボー』シリーズ（全作品）、『エクスペンダブルズ』シリーズなど。『クリフハンガー』など後年になって旧作の新吹替版が制作される際にも起用されることが多くなっている。声質が本人に非常に近い。当初、羽佐間道夫と並んで多く担当していたのは玄田哲章であったが、1990年代に『日曜洋画劇場』のプロデューサーを務めていた圓井一夫が「玄田さんばかりにこの手（肉体派）の役が集中するのも」と差別化を考えたことで、テレビ朝日放送のスタローン作品では玄田に代わりささきが起用されるようになった。その後、テレビ版はささき、ソフト版は玄田というパターンができていたが、2003年の『シェイド』からはささきが媒体を問わずに（ソフト版を含め）多くの作品を担当するようになり、ささきによるスタローンの吹替が定着していった。
ささきはスタローンを吹き替えることについて「ハッキリ話さないと伝わらない時もあれば、あまりメリハリや滑舌をハッキリさせるとスタローンじゃなくなってしまう」と難しさを語っており、「その辺の兼ね合いがディレクターは大変だと思います」と日本語版制作スタッフを労うコメントを残している。
羽佐間道夫
1970年代から1990年代初頭の作品を数多く担当。特にTBSの映画番組でよく起用された。『ロッキー』シリーズにおけるロッキー・バルボア役は羽佐間自身にとっても当たり役のひとつとなっており、シリーズ全6作に加えスピンオフ作品の『クリード』シリーズまで全作品を担当している。羽佐間はスタローンを当てる際の野太い声を維持し続けるのは困難で、並行して吹替を担当するささきと玄田や、スタローンを当てたことがない郷里大輔に引き継がせて退く意向を示していたが、現在は同シリーズ限定で担当し続けている。2022年の『ロッキーVSドラゴ:ROCKY IV』（『ロッキー4/炎の友情』ディレクターズカット版）のイベントにおいて、スタローンと対面する企画があったものの、羽佐間自身はスタローンと体型が全く異なることもあり「会って何になるんだと。（全然違うと思って）コンプレックスになるだけじゃないか。声も姿も全然違うのに。会ったところで自信をなくす」という理由から、固辞したという。スタローンの吹替つながりで、ささきのコンサートにゲスト出演したこともある。
玄田哲章
『デス・レース2000』などデビュー初期の作品から担当。担当本数はささきと並んで多く、1980～1990年代は玄田のフィックスとして有名なアーノルド・シュワルツェネッガーよりも担当本数が多かった。ホームビデオ作品である『アメリカンそっくりシアター ハリーの爆笑捜査線！』ではスタローンおよびランボーのパロディキャラを演じている。スタローンの代表作『ランボー』は1～3作目（いずれも日本テレビ）であり、ソフト版の吹き替え版は作られていない。『ロッキー』シリーズも5のみソフト版吹き替えが存在しこちらはささきが担当。玄田は『ロッキー3』（日本テレビ）のみ起用された。 2000年代から2010年代は、シュワルツェネッガーとの共演作などもあり、ささきいさおの担当作が増え、2005年の『ドリヴン』（日本テレビ版）を最後に起用が途絶えていたが、2019年の『バックトレース』で14年ぶりに担当し、2021年の『ザ・スーサイド・スクワッド “極”悪党、集結』では原語版でスタローンが声を務めたCGキャラクターの吹き替えを担当した。2022年の『サマリタン』でも吹き替えを担当しており、ささきと分け合う形で再び玄田の持ち役となっている。2001年の作品であるドリヴンはビデオ版、日本テレビ版に続き、NETFRIX配信版おいて、ビデオ版から20年近くを経て、新録されている。
このほかにも、大塚明夫、銀河万丈、楠大典なども複数回、声を当てている。また、『ランボー』（日本テレビ版1）の渡辺謙や、『スパイキッズ3-D:ゲームオーバー』の角田信朗などのように本職の声優ではない著名人が声を当てたこともある。